# ソミュア S35
ソミュア S35（SOMUA S35）は第二次世界大戦で使われたフランスの騎兵戦車である。1936年から1940年にかけ、騎兵科の機械化師団の装備として、430輌が生産された。S35はこの時代においては快速かつ重装甲の中戦車で、同クラスの他の戦車と比べ装甲も火力も勝っていた。フランス陥落後は鹵獲され枢軸国によって使用された。

## 開発
S35は、1934年6月26日付に改訂通達された騎兵戦車「AMC（Automitrailleuse de Combat＝戦闘用機銃車）」の仕様に基づいてデザインされた。1931年に出されたAMCの元の仕様に比べ、新仕様は対戦車砲への防御力を高めるためより重量が増していた。通達に先立ち、フランス陸軍はすでにシュナイダー社の子会社で、サン・カンにあるソミュア社（SOMUA、Société d'Outillage Mécanique et d'Usinage d'Artillerie）に試作車の製作について接触しており、ソミュア社も7月16日にこれを了承した。
製作は1934年10月12日に始まり、翌1935年4月14日、AC3と名付けられた原型車両が完成。AC3は1935年7月4日から8月2日まで評価試験に供された。さらに改良を施された試作車、AC4が4輌製作され、これらは1938年1月27日までテストされた。これら試作車両は短砲身の 47mm戦車砲SA34 付きの標準型 APX 1 砲塔を搭載していた。APXとはこの砲塔がピュトー工廠（Atelier de Construction de Puteaux, APX）製であることに由来する。
評価試験中の1936年3月25日、AC4は「Automitrailleuse de Combat modèle 1935 S（戦闘用機銃車1935年型-S、Sはソミュア社製を示す。略称 AMC 1935 S）」の名称で制式採用され、第1次発注として50輌の生産が命じられた。この戦車は「SOMUA S35」の名称で知られ（Sはソミュア社、35は制式採用された1935年を示す）、今日ではより短縮化された「S35」もしばしば使われる。「S-35」とハイフン付きの例も多いが、これは当時のフランスの資料では見られない。
量産車ではより長砲身の 47mm戦車砲SA35 が搭載された。生産は当初、合計で600輌が計画されていたが、第2次発注は財政的制約から250輌に減らされた。後になって開戦の前に200輌の第3次発注が行われた。

## 構造
ソミュアS35の車体と砲塔は、それぞれ最大装甲厚 47 mm、40 mm の鋳造だった。車体は4分割で、車体下部は左右、上部は前後に分割されており、それぞれがボルト結合されていた。砲塔はルノーB1に搭載された APX 1 砲塔のバリエーションで、元の 1,022 mm に対して 1,130 mm に砲塔リングが拡大された APX 1 CE（＝chemin élargi）が使われた。これは118発（徹甲弾90発、榴弾28発）の主砲弾箱、2,250発の機銃弾マガジンを車長が装填するのを無線手が補佐しやすいように改設計されたものだった。とはいえルノーB1同様、操縦の指示と主砲の操作・装填はなお全て車長の役割で、ただ無線機の操作が別の乗員に振り分けられただけだった。
無線機はS35の標準装備の一つと想定されていた。実際には、小隊長車には部隊間通信用の ER 29（émetteur-récepteur 29＝29型送受信機）が搭載されたものの、部隊内通信用短距離無線機 ER 28 の不足により、小隊長車を除く小隊の他4輌には無線機は搭載されなかった。それらに無線機を搭載する計画は1940年夏まで延期されたので戦争には間に合わなかった。
サスペンションは、フランスで最初の戦車であるシュナイダーCA1を開発したウージェーン・ブリリエ（Eugène Brillié）設計による。ブリリエはそれまでチェコのシュコダ社で働いており、サスペンションは彼が手掛けたLT-35を元にしたもので、8つの転輪を4つのボギーにまとめリーフスプリングで支え、大型の張力調整輪を備えていた。プロトタイプおよび生産初期の車両は細かいピッチの履帯を装着していたが（75 mm ピッチ／片側144枚）、後の生産車ではピッチが拡大された（105 mm ピッチ／103枚）。
エンジンは車体後部にあり、両側に2つのセルフ・シーリング式燃料タンク（100リットル／140リットル）を備え、エンジンルームは防火隔壁で戦闘室と隔てられていた。（カタログ上は）200馬力のエンジンはジャヴィエ-サバン（Javier-Sabin）設計で、燃料は小さい方のタンクから消費され、自動的に大きいタンクから注ぎ足される仕組みになっていた。そのため経験不足の乗員の場合、時に、小さい方のタンクだけに燃料を補給するという誤りを犯すことがあった。エンジンとサスペンションはアクセス性が悪く、整備しづらく手間がかかった。これは、後期の車両では改良された。
S35には自動消火装置が備えられていたが、これはブロモメタン（臭化メチル）入りのボンベ数個を危険な箇所に配置したものである。

## 評価

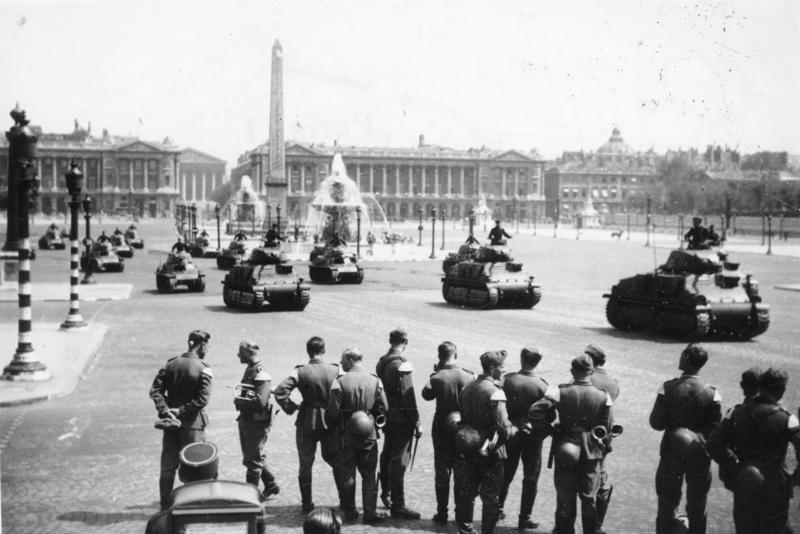
ドイツ軍戦車部隊としてコンコルド広場をパレードするS35

イギリス軍やソ連赤軍と同様、フランス軍は騎兵戦車と歩兵戦車をはっきりと区分けしていた。フランス陸軍は来るべき戦争での勝利への手段としては防衛戦を旨としていたものの、戦略上必要な局面では攻勢に出ることもあり得ると考える程度には現実的だった。突破と浸透拡大という攻勢の二相には、それぞれ専用の車両が必要であるとされた。ソミュアS35は後者の役割を担うものであった。
S35は良好な速度、適切な航続距離、仮想敵であるソ連のBT-7、ナチ・ドイツのIII号戦車を撃破し得る火力と、それらの砲弾に耐えるだけの装甲を備えていた。したがってS35は、深く敵地に進入し、敵の予備装甲戦力を撃破し得るものと考えられていた。これが今日、S35が1930年代における最良の戦車としてしばしば取り上げられる理由となっている。
一方で短所も指摘されることがある。主に、操作上、戦術上、戦略上の3つの欠点が上げられることがある。ただし、今日において最大の弱点として取り上げられる1人用砲塔については当時上げられていた欠点のうちに含まれていない。大型の3人用砲塔に比べて、乗員同士の動作を合わせる必要がなく、砲塔の回転速度も速いことで、車長の負荷は軽減されていると考えられていたからである。
操作上の欠点は機械的信頼性の欠如だった。サスペンションはあまりに脆弱かつ複雑で、鋳造の装甲モジュールはサスペンションやエンジンへのアクセス性が悪く、整備には莫大な労力が要求された。こうした欠点はフランスの戦車開発を主導する機関が存在しないことが原因だった。陸軍の各科から出される仕様は曖昧で、細部の仕様はメーカー任せだった。フランスの機械はしばしば時代遅れで、デザインは既存の生産設備の制約をもとに決定された。例えばサスペンションの脆弱性の解決となり得るクリスティ式サスペンション導入は、徹底的な工業設備の近代化と、品質規格の向上なしには不可能だった。

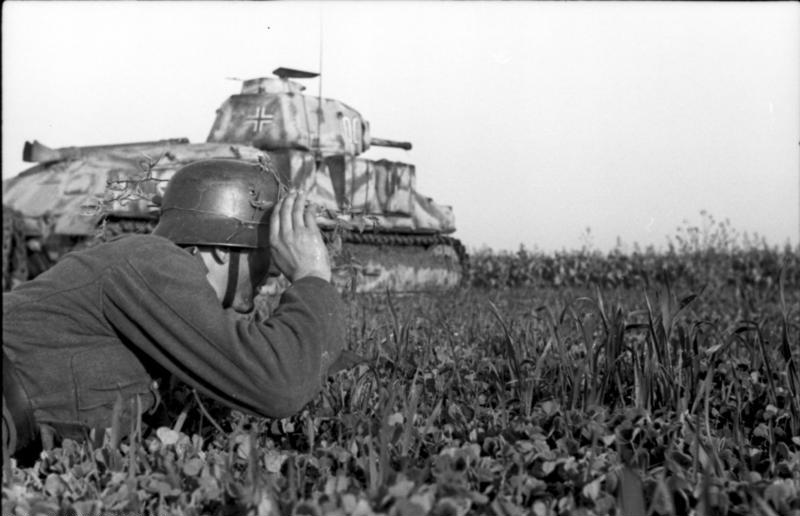
ドイツ軍により運用されるS35

戦術上の欠点はキューポラにハッチがないことである。砲塔内部からも外部は視認可能であるものの、外の状況をより把握したい場合、砲塔後部の開閉口を開けて外に身を乗り出した。このAPX 1 砲塔の搭載は純粋に予算上の制約によるもので、歩兵科で使用されたルノーB1bisに搭載された同系の APX4 砲塔も同じ批判を受けていた。
戦略上の欠点は単価が高い（ルノー R35の5倍）ことで、大型の鋳造装甲部品の生産量が限られた。自ずと生産台数は限られたものとなり、安価な戦車で数を補う必要があった。そのために騎兵科が唯一入手できたのがオチキス H35だった。

## 生産と戦歴
S35の先行量産型にあたる4輌のAC4は、1936年1月に第4胸甲騎兵連隊（4e Cuirassiers）に配備された。1938年半ばには100輌が生産されており、1939年9月1日のドイツによるポーランド侵攻開始時には270輌が生産済みで、うち246輌が供給済みであった。同日付で191輌が部隊で就役しており、51輌は集積所に、4輌はオーバーホールのために工場に返送されていた。開戦後、4度目の発注として200輌が追加され、総発注数は700輌となった。後に、451号車以降は改良型のS40とすることが決定された。実際には、1940年6月までの生産量は試作車、先行量産型を含めて430輌であった。
1940年5月のドイツによるフランス侵攻の開始時、約300輌が一線部隊、騎兵科の3個軽機械化師団（Divisions Légères Mécaniques＝DLM）に配備されていた。各師団には各10輌のS35を持つ8個中隊（squadron）があり、さらに予備車両、旅団・連隊長車が配備されていた。また開戦後に、備蓄車両がいくつかの臨時編成の部隊に引き渡された。シャルル・ド・ゴール指揮下の第4機甲師団（4ème DCR）には39輌、第4軽機械化師団（4ème DLM）に10輌などである。

## 現存車両
フランスのソミュール戦車博物館、イギリスのボービントン戦車博物館、アメリカ合衆国のアバディーン戦車博物館、ロシアのクビンカ戦車博物館に実車が展示されている。

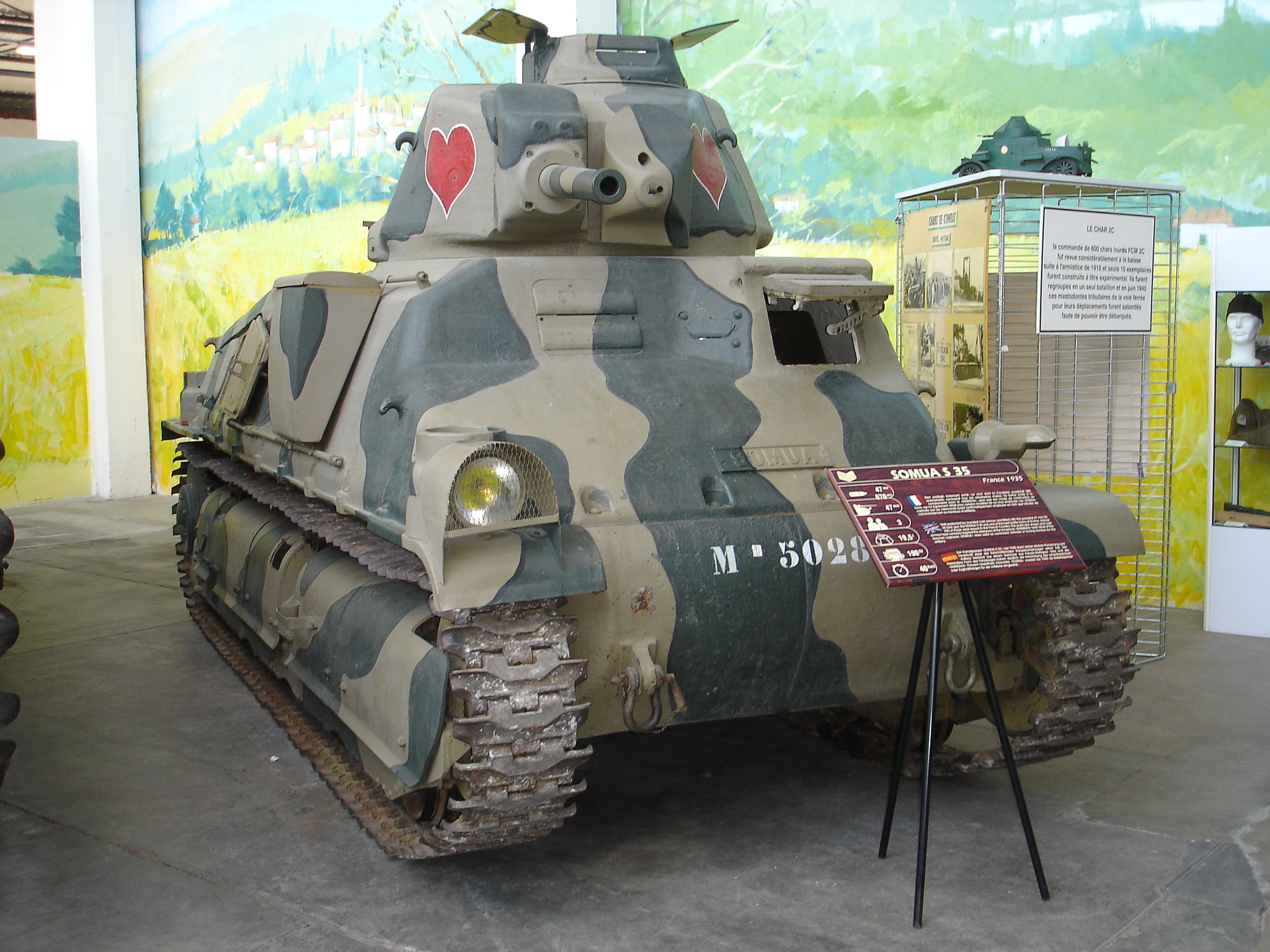
ソミュール戦車博物館
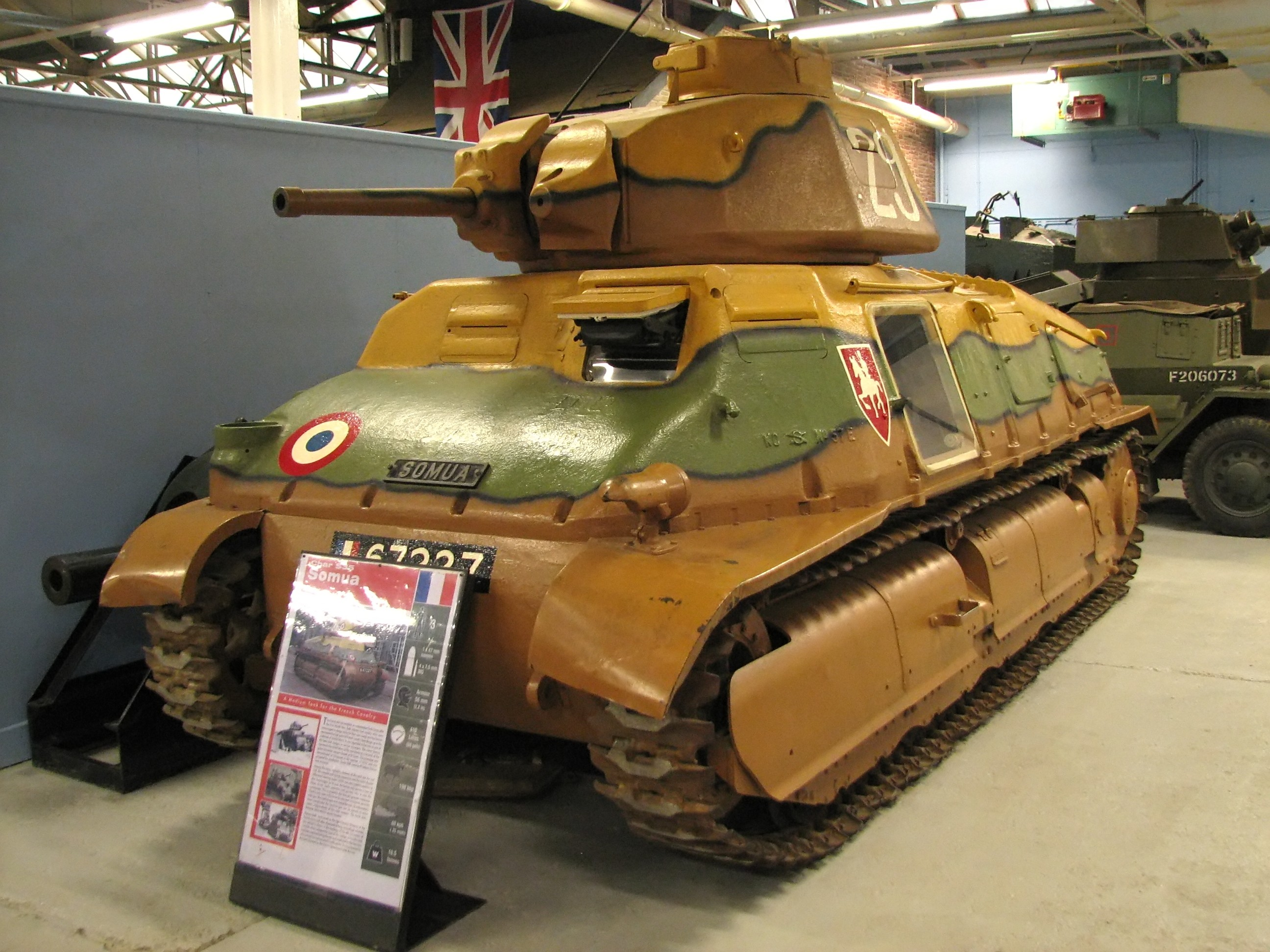
ボービントン戦車博物館
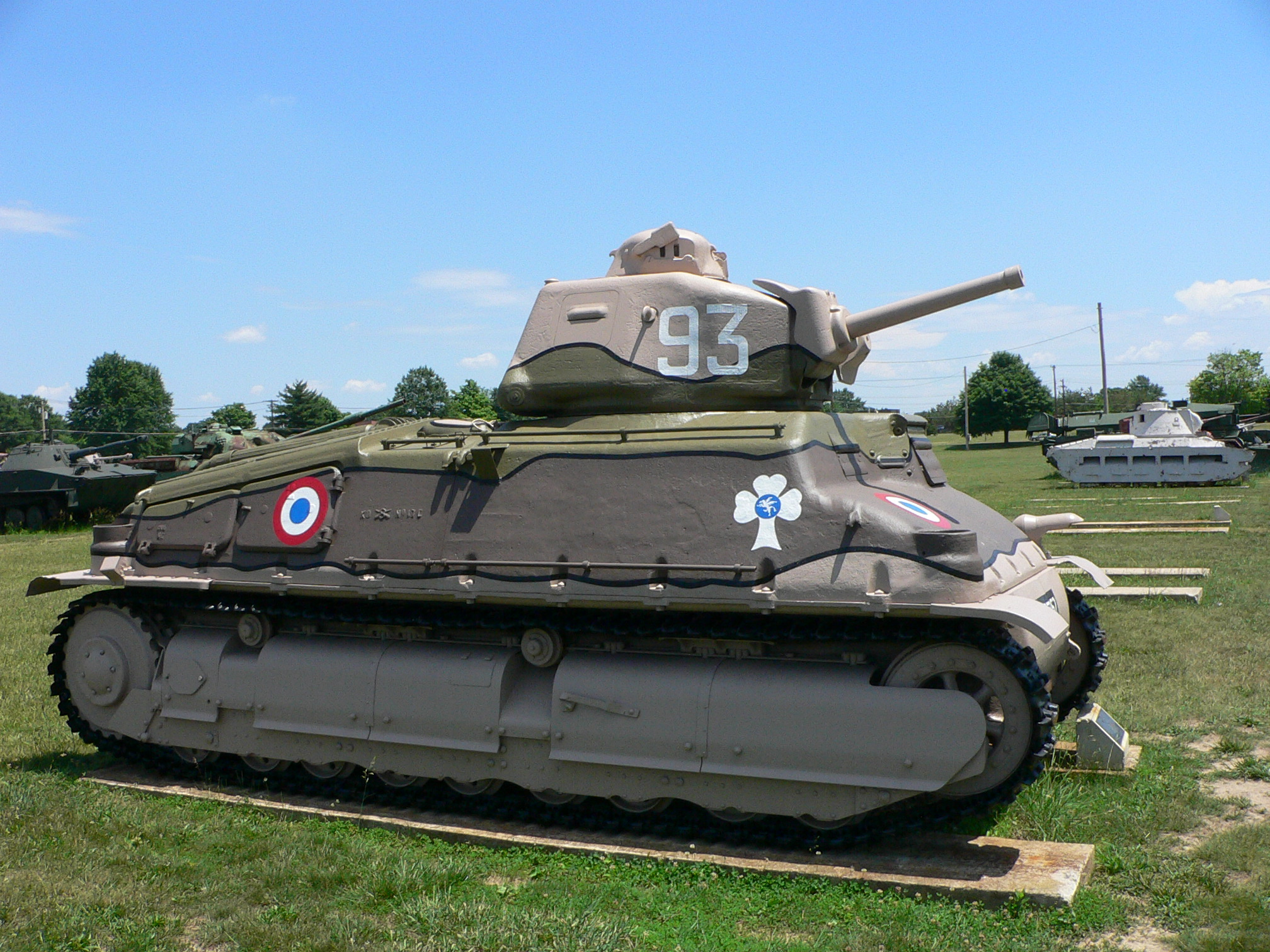
アバディーン戦車博物館
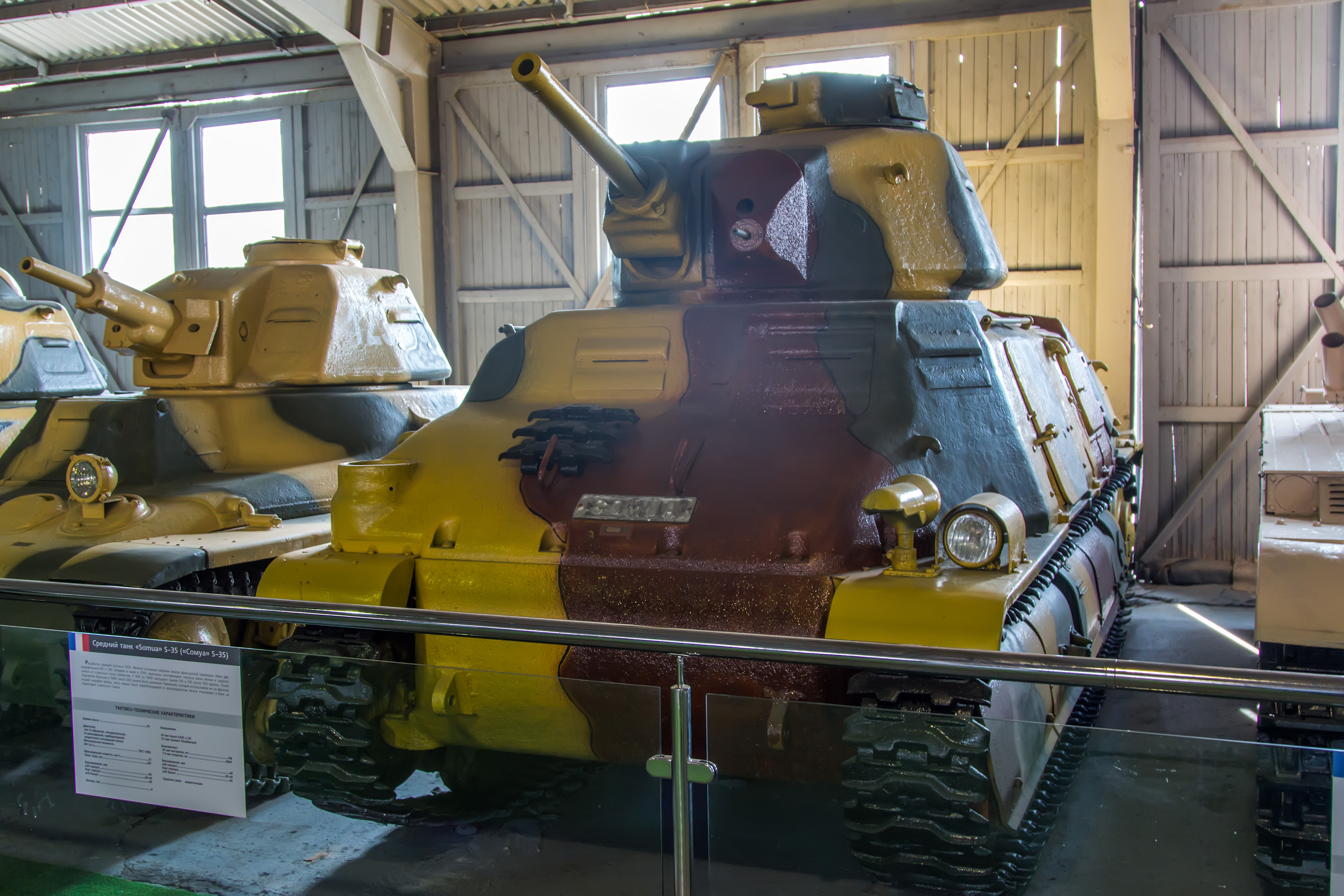
クビンカ戦車博物館

## 派生型
Somua SAu40
1935年に騎兵戦車Somua S35の開発計画から自走砲を開発する計画が派生した。1937年の後期には車体が完成し、1939年には遅れていた砲の試験も終了、十分な性能であると認められSomua SAu 40として採用、1939年の11月には36輌の先行量産型が製造された。車体前部中央に75 mm砲を搭載。
フランス戦後の1940年に先行量産型が撮影されたが、その後の行方はわかっていない。

## 登場作品

### 漫画・アニメ
『ガールズ&パンツァー』シリーズ
『ガールズ＆パンツァー 最終章』
BC自由学園の所有車両。冬季無限軌道杯一回戦での大洗女子学園との試合にて、BC自由部隊の主力として4両が参加。他にはマジノ女学院が使用、こちらも下記の漫画から逆輸入の形で隊長のエクレールが搭乗する。
『ガールズ&パンツァー 激闘!マジノ戦ですっ!!』
マジノ女学院の所有車両。大洗女子学園の練習試合にて、隊長のエクレールと副隊長のフォンデュが搭乗する2輌が参加。

### ゲーム
『R.U.S.E.』
フランスの中戦車として登場。
『The Saboteur』
『War Thunder』
フランスの中戦車として登場。またSau40も駆逐戦車として使用可能。
『World of Tanks』
フランス中戦車及びドイツ中戦車Pz.Kpfw. S35 739(f)として登場。
『トータル・タンク・シミュレーター』
フランスの神風戦車として登場。
『パンツァーフロントPanzrfront.ausf B』
『虫けら戦車』
小さくなり虫と戦うことになったプレイヤーのドイツ兵がフィールド上で見つけると使用できる。